# Cyrtandra prattii
Cyrtandra prattii är en tvåhjärtbladig växtart som beskrevs av John Wynn Gillespie. Cyrtandra prattii ingår i släktet Cyrtandra och familjen Gesneriaceae. Inga underarter finns listade i Catalogue of Life.